# استعمارزدایی از آفریقا

یک نقشه متحرک ترتیب استقلال کشورهای آفریقایی، ۱۹۵۰–۲۰۱۱ را نشان می‌دهد

استعمارزدایی از آفریقا (انگلیسی: Decolonisation of Africa) در اواسط تا اواخر دهه ۱۹۵۰ تا ۱۹۷۵ در طول جنگ سرد، با تغییرات رادیکال رژیم‌ها در قاره آفریقا به عنوان دولت‌های استعماری انتقال به کشورهای مستقل اتفاق افتاد. این روند اغلب با خشونت، آشفتگی سیاسی، ناآرامی‌های گسترده و شورش‌های سازمان یافته در کشورهای شمال و جنوب صحرا از جمله جنگ الجزایر در الجزایر فرانسه، جنگ استقلال آنگولا (به زبان پرتغالی آنگولای پرتغال)، بحران کنگو در کنگوی بلژیک، شورش مائو مائو در کنیا بریتانیا، و جنگ داخلی نیجریه در ایالت جدایی طلب بیافرا همراه بود.